# 颜真卿自书建中告身帖诉讼
颜真卿自书建中告身帖诉讼，是一起日本国内的民事诉讼案件。本案中，收藏唐代书法家颜真卿书法作品《颜真卿自书建中告身帖》真迹的博物馆，以擅自复制并出版该书法作品的出版社为被告，主张所有权（使用收益权）受其侵害，要求禁止销售和销毁出版物。

## 案件概要
- A：原所有者（许可B进行拍摄）
- B：作品拍摄者（从A处获得了拍摄作品的许可）
- C：现所有者（博物馆）

《颜真卿自书建中告身帖》（简称“自书告身帖”），是唐代书法家颜真卿于建中元年（780年）书写的一封辞令（告身帖），具有极高的书法艺术价值。
自书告身帖的原所有者A，在昭和初期曾授权B制作和发售该作品的复制品。此后，C从A处继承获得该作品真迹。出版社于1968年从B的继承人处受让作品照片的底片，并在1980年8月30日出版的《和漢墨宝選集第二四巻・颜真卿楷书与王澍临书》（本案出版物）中刊登了该作品的图片。
出版社认为其从B的继承人处合法取得了照片底片的所有权，因此有权复制和出版自书告身帖。但C主张其拥有自书告身帖原作的所有权，因此出版社未获C的许可而擅自出版作品的行为侵犯了所有权，请求法院判令禁止销售并销毁本案出版物。

## 判决
日本最高法院经审理认为：美术作品的原作本身为有形物，其所有权应以该有形物为权利客体，因此对于美术作品原作的所有权，应当仅限于对该有形物的排他性权利，并不能扩展到对美术作品本身无形内容的排他性支配，故判决不能依据所有权禁止本案出版物的出版发行，驳回了博物馆一方的上诉。该判决表明，对于有形物的支配权属于民法上的权利，可以排他性地支配该有形物，但支配无形利益方面的权利属于知识产权。
此外，著作权消灭后，作品原作的所有权人并不拥有复制权，该作品已经归属于公有领域。因此，在不侵犯作者人身权利的前提下，任何人都可以自由使用公有领域的作品。

## 相关书籍
- 『和漢墨宝選集 第二四巻　颜真卿楷書と王澍臨書』　書芸文化新社 1980年

## 关连项目
- 书道博物馆
- 中村不折